# São José do Jacuri (ort)
São José do Jacuri är en ort i Brasilien.   Den ligger i kommunen São José do Jacuri och delstaten Minas Gerais, i den sydöstra delen av landet, 600 km öster om huvudstaden Brasília. São José do Jacuri ligger 547 meter över havet och antalet invånare är 6 553.
Terrängen runt São José do Jacuri är huvudsakligen kuperad, men åt nordost är den platt. São José do Jacuri ligger nere i en dal. Runt São José do Jacuri är det glesbefolkat, med 15 invånare per kvadratkilometer.. São José do Jacuri är det största samhället i trakten.
Omgivningarna runt São José do Jacuri är huvudsakligen savann.